# Bugatti Type 36
Der Bugatti Type 36 ist ein Rennwagen. Hersteller war Bugatti aus Frankreich.

## Beschreibung
Ettore Bugatti entwarf 1925 das Fahrzeug. Die Produktion lief bis 1926.
Wie bei Bugatti in den 1920er Jahren üblich, hat das Fahrzeug einen Achtzylinder-Reihenmotor.
Der Prototyp von 1925 hat 52 mm Bohrung und 88 mm Hub. Das ergibt 1495 cm³ Hubraum. Auf eine Hinterradfederung wird verzichtet. Die Fahreigenschaften werden als untauglich beschrieben.
1926 erschien die Serienversion. 51,3 mm Bohrung und 66 mm Hub ergeben 1091 cm³ Hubraum. Dies ist der kleinste Hubraum aller Bugatti-Modelle vor dem Zweiten Weltkrieg. Das Kurbelwellenlager besteht aus in fünf Kugellagern plus Gleitlager. Jeder Zylinder hat zwei Einlassventile und ein Auslassventil. Ein zusammen mit dem Italiener Moglia entwickelter Kompressor sorgt für mehr Motorleistung. Eine Quelle gibt an, dass dies das erste Bugatti-Modell mit einem Kompressor ist. Der Motor leistet laut einer Quelle 55 PS, laut einer anderen 72 PS.
Der wassergekühlte Motor ist vorne längs im Fahrgestell eingebaut. Er treibt über ein Vierganggetriebe und eine Kardanwelle die Hinterachse an.
Der Radstand beträgt 250 cm und die Spurweite 120 cm. Das Fahrzeug ist 385 cm lang und 135 cm breit. Nun ist auch die Hinterachse gefedert. Eine Quelle nennt 630 kg Leergewicht.
Der Aufbau ist ein Monoposto mit spitzem Heck. Auffallend ist der schmale Kühlergrill.
Eine Quelle meint, dass drei Fahrzeuge entstanden, von denen keines mehr existiert. Eine andere Quelle gibt zwei Fahrzeuge an, kennt aber auch den Prototyp, sodass unklar bleibt, ob der Prototyp zu einem der Serienfahrzeuge umgebaut wurde.

## Motorsport
Der Prototyp trat am 17. Mai 1925 zu einem Rennen auf der Rennstrecke von Montlhéry an.
Die Serienfahrzeuge traten in der kleinen Klasse mit 1100 cm³ an. Gegner waren Amilcar Type CGSS und Salmson G. Die Fahrzeuge bewährten sich nicht. Bugatti verkaufte daraufhin die beiden Rennwagen.

## Weiteres
Es gibt ein Modellauto im Maßstab 1:43.